# Seckau
Seckau est une commune autrichienne dans le Land de Styrie.

## Monuments
- Abbaye Notre-Dame (Abtei Unserer Lieben Frau), abbaye bénédictine du XIIe siècle restaurée au XIXe siècle.